# 赤松義則
赤松 義則（あかまつ よしのり）は、室町時代前期の守護大名。赤松則祐の嫡男で、赤松満祐の父。

## 生涯
赤松則祐の子として生まれる。家督相続前から将軍・足利義満に仕えて活動しており、応安4年（1371年）8月27日に石清水八幡宮の造営奉行に任命された。
応安4年11月29日（1372年1月13日）、父・則祐の死により家督を継ぐ。義満より偏諱を受けて義則と名乗る。永和5年（1379年）2月29日、義満の命令を受けて土岐頼康を攻撃し、その功績で同年に侍所別当に任命された（『東寺文書』）。康暦2年（1380年）には弥勒寺本堂を再建している。
元中3年/至徳3年（1386年）9月、叔父の氏範が南朝方として摂津にて挙兵すると、義則は幕命によりその討伐に従っている。氏範が自害した後、義則はその遺骸を引き取って清水寺に葬った。
元中5年/嘉慶2年（1388年）、侍所の所司に任じられ四職家のひとつになり幕政に参与する。
明徳2年（1391年）の明徳の乱では弟の満則と共に幕府軍の一翼を担い、山名氏清討伐で大いに武功を挙げた。これにより翌年、将軍・足利義満から山名義理領であった美作国を与えられた。また戦死した満則の功績に対して摂津中島郡も与えられている（『明徳記』）。義則の代に赤松氏は播磨国・備前国、そして美作を領する有力守護大名に発展した。
応永2年（1395年）6月に義満が出家したのに伴い、義則も出家したという。また拡大した領国の支配体制の整備に努めた。応永6年（1399年）11月の応永の乱では京極高詮らと共に堺の大内義弘を攻めて武功を挙げた。応永9年（1402年）2月17日に侍所別当を辞任しているが、6年後の12月に再任した。義満の没後は後継者の義持に仕えて幕府宿老として重きを成し、義持も応永20年（1413年）2月16日や応永22年（1415年）3月26日など、確認できるだけで4回も赤松屋敷に渡御している。
応永34年（1427年）9月21日、70歳で死去。跡を嫡男の満祐が継いだ。
ちなみに義則は身体が極端に小さかったため、出家後は赤松三尺入道と称された。後継の満祐も三尺入道と呼ばれている。